# Fabio Depaoli
Fabio Depaoli (Riva del Garda, 24 de abril de 1997) es un futbolista italiano que juega en la demarcación de defensa para la U. C. Sampdoria de la Serie B.

## Biografía
Empezó a formarse como futbolista en las filas inferiores del A. C. ChievoVerona hasta que finalmente en 2016 subió al primer equipo. Hizo su debut como futbolista el 12 de marzo de 2017 en un encuentro de la Serie A contra el Empoli F. C., donde sustituyó a Përparim Hetemaj en el minuto 89. Fue traspasado a la U. C. Sampdoria tras el descenso del club a la Serie B al término de la temporada 2018-19.
En octubre de 2020 fue cedido al Atalanta B. C. y en enero del año siguiente al Benevento Calcio. Tras esta última cesión regresó a un conjunto genovés que lo volvió a ceder tras media temporada, esta vez al Hellas Verona F. C. A este equipo volvió en septiembre en un nuevo préstamo hasta junio de 2023.

## Clubes
| Club                         | País   | Año       | Partidos | Goles |
| ---------------------------- | ------ | --------- | -------- | ----- |
| A. C. ChievoVerona           | Italia | 2016-2019 | 61       | 0     |
| U. C. Sampdoria              | Italia | 2019-2020 | 31       | 0     |
| Atalanta B. C. (cedido)      | Italia | 2020-2021 | 7        | 0     |
| Benevento Calcio (cedido)    | Italia | 2021      | 15       | 0     |
| U. C. Sampdoria              | Italia | 2021-2022 | 8        | 0     |
| Hellas Verona F. C. (cedido) | Italia | 2022      | 18       | 1     |
| U. C. Sampdoria              | Italia | 2022      | 3        | 0     |
| Hellas Verona F. C. (cedido) | Italia | 2022-2023 | 32       | 2     |
| U. C. Sampdoria              | Italia | 2023-     | 72       | 8     |